# Crângurile (okręg Prahova)
Crângurile – wieś w Rumunii, w okręgu Prahova, w gminie Baba Ana. W 2011 roku liczyła 1064 mieszkańców.